# Stéphanie Fontaine
Stéphanie Fontaine est une journaliste indépendante française.
Ses sujets de prédilection sont la sécurité routière, le droit routier, l’utilisation de l’argent public et les marchés publics.

## Biographie
Spécialiste de la sécurité routière et du droit routier, elle écrit régulièrement depuis 2011 pour le site Caradisiac mais aussi pour VotreArgent.fr, Moto Magazine, Mieux vivre votre argent et Le Point,. En parallèle, elle réalise des enquêtes pour Mediapart, L’Obs, L’Express, Marianne, Le Parisien ou encore Le Canard enchaîné,.
Le 26 janvier 2018, elle reçoit le prix éthique Anticor de la vérité sur le business des contrôles routiers pour son travail sur le projet de privatisation des radars mobiles et sur l’affaire des radars automatiques,.

### L’affaire des radars automatiques
En septembre 2013, Stéphanie Fontaine révèle dans Mediapart que le préfet Jean-Jacques Debacq, directeur de l'Agence nationale de traitement automatisé des infractions (Antai) fait payer par son administration ses contraventions routières. Il est poussé à démissionner, mais il s’ensuit une enquête ouverte par le parquet de Paris pour faux et usage de faux, ainsi que détournement de fonds publics après à un nouvel article publié dans Mediapart. 
En juin 2015, elle lève le voile dans l’Express sur la situation de monopole de fait de la société Atos sur la gestion du Centre national de traitement (CNT) de Rennes. L’enquête s’appuie sur un rapport confidentiel de l'Inspection générale de l'administration (IGA) du mois de mars 2014 qu’elle a pu se procurer. 
L’affaire touche les plus hautes sphères de l’exécutif dont Thierry Breton, ministre de l'Économie entre 2005 et 2007 devenu PDG d'Atos, Gilles Grapinet, son directeur de cabinet et Francis Mer, ministre de l'Économie, de 2003 à 2004, puis PDG du groupe Safran en 2007. 
Le 24 novembre 2015, l’association anticorruption Anticor porte plainte contre X, pour délit de favoritisme et prise illégale d’intérêts dans le cadre de l’attribution des marchés publics du contrôle automatisé des infractions routières,. Cette action pousse le Parquet national financier (PNF) à ouvrir le 29 mars 2016 une enquête sur les conditions d'attribution de plusieurs marchés publics concernant le parc des radars automatiques. 
Cette enquête vaut à Stéphanie Fontaine d’être visée par trois plaintes avec constitution de partie civile pour diffamation. En 2015 et 2016 d’abord par les sociétés Atos et Worldline pour deux articles publiés dans l’Express, puis le 10 février 2016 par Thierry Breton et Gilles Grapinet pour deux articles concernant la plainte d’Anticor. À chaque fois le tribunal a débouté les plaignants.

## Publications

### Documentaire
- [vidéo] Radar, la machine à cash. Scandales et gros profits, collectif Extra Muros et Reflets.info, Stéphanie Fontaine, Lizzie Treu, Antoine Champagne et Jacques Duplessy, 2020[14],[15],[16] (Voir en ligne).